# Старый Добротвор

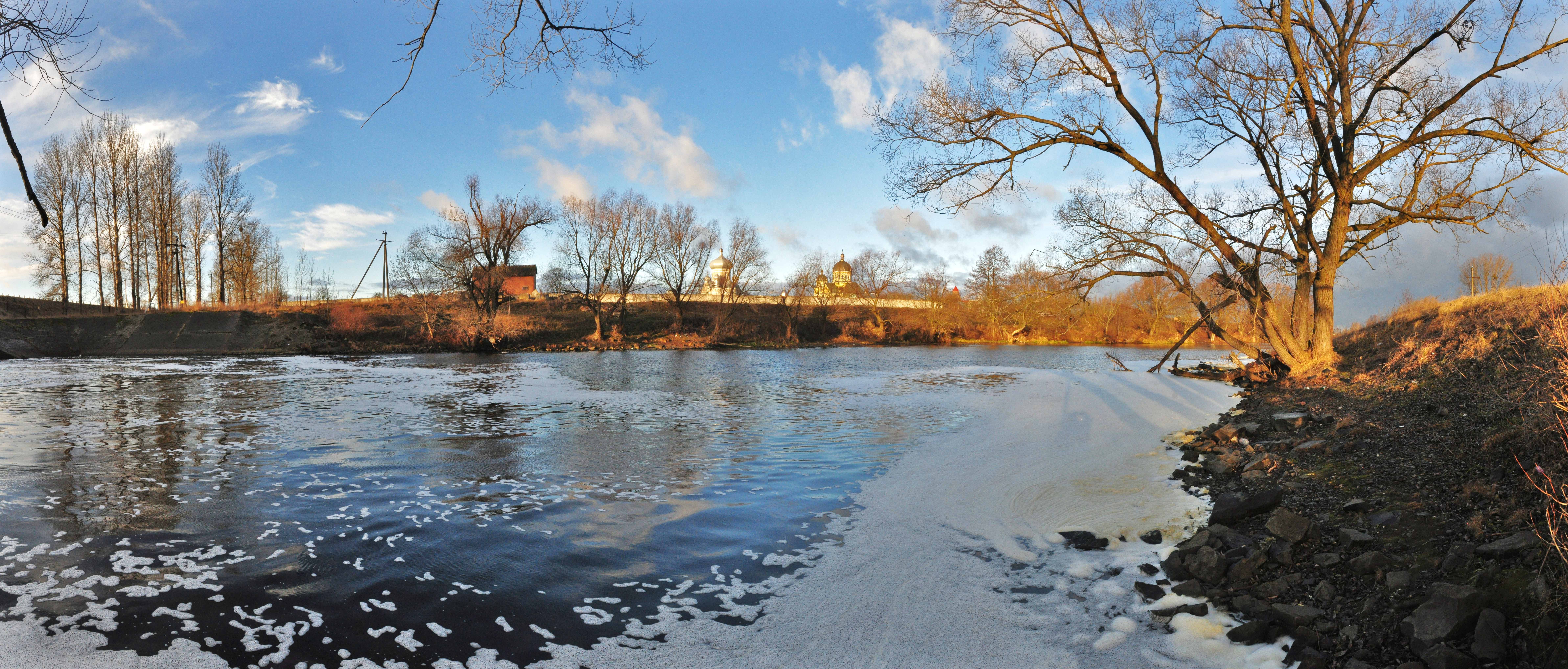
Панорама Старого Добротвора с правого берега Западного Буга ниже водохранилища

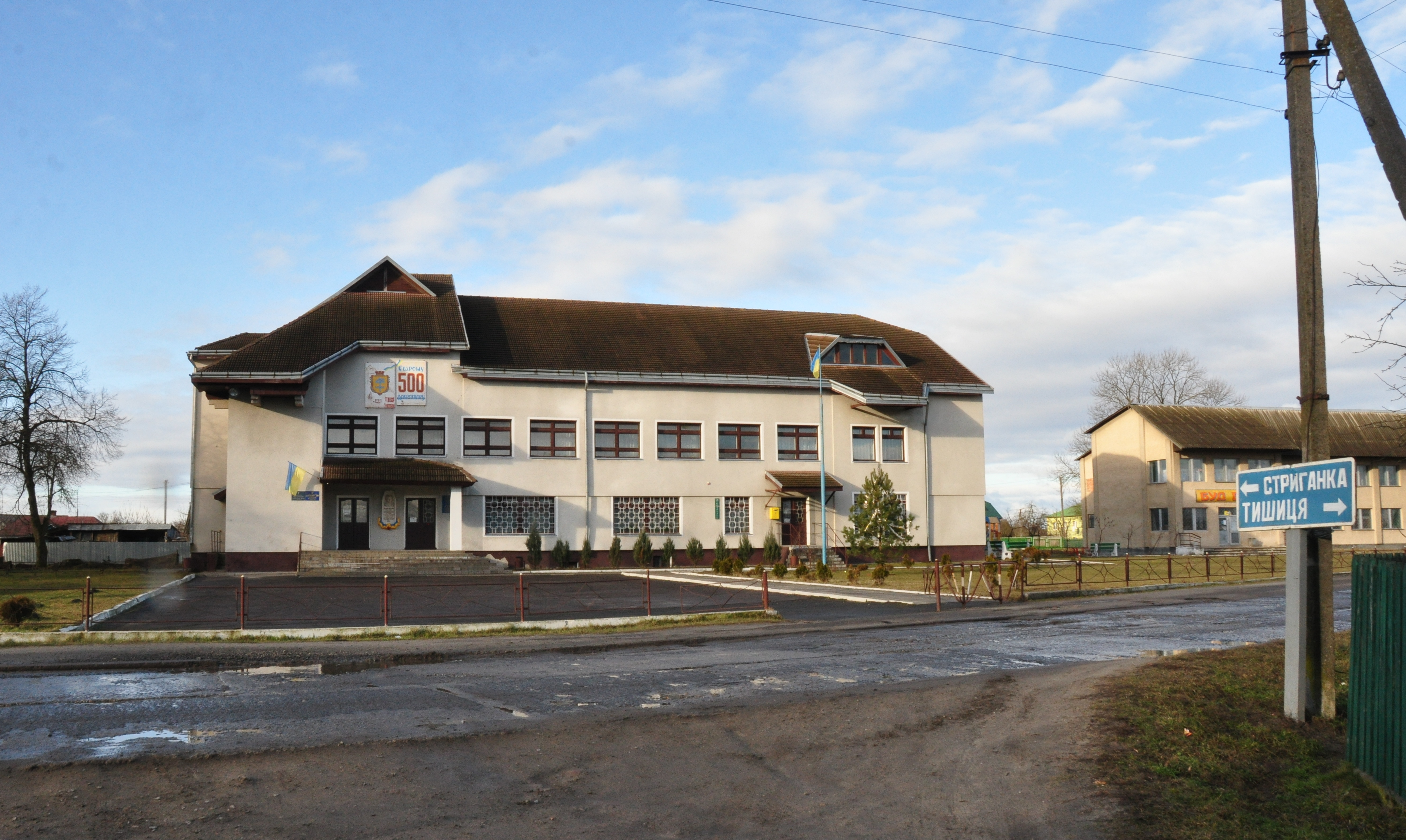
Здание сельсовета Старого Добротвора

Старый Добротвор (укр. Старий Добротвір) — село в Добротворской поселковой общине Шептицкого района Львовской области Украины.
Население по переписи 2001 года составляло 1200 человек. Занимает площадь 3,328 км². Почтовый индекс — 80410. Телефонный код — 3254.
К югу от села построена Добротворская ТЭС, для которой в Старом Добротворе построили плотину на реке, в результате чего образовалось большое Добротворское водохранилище.

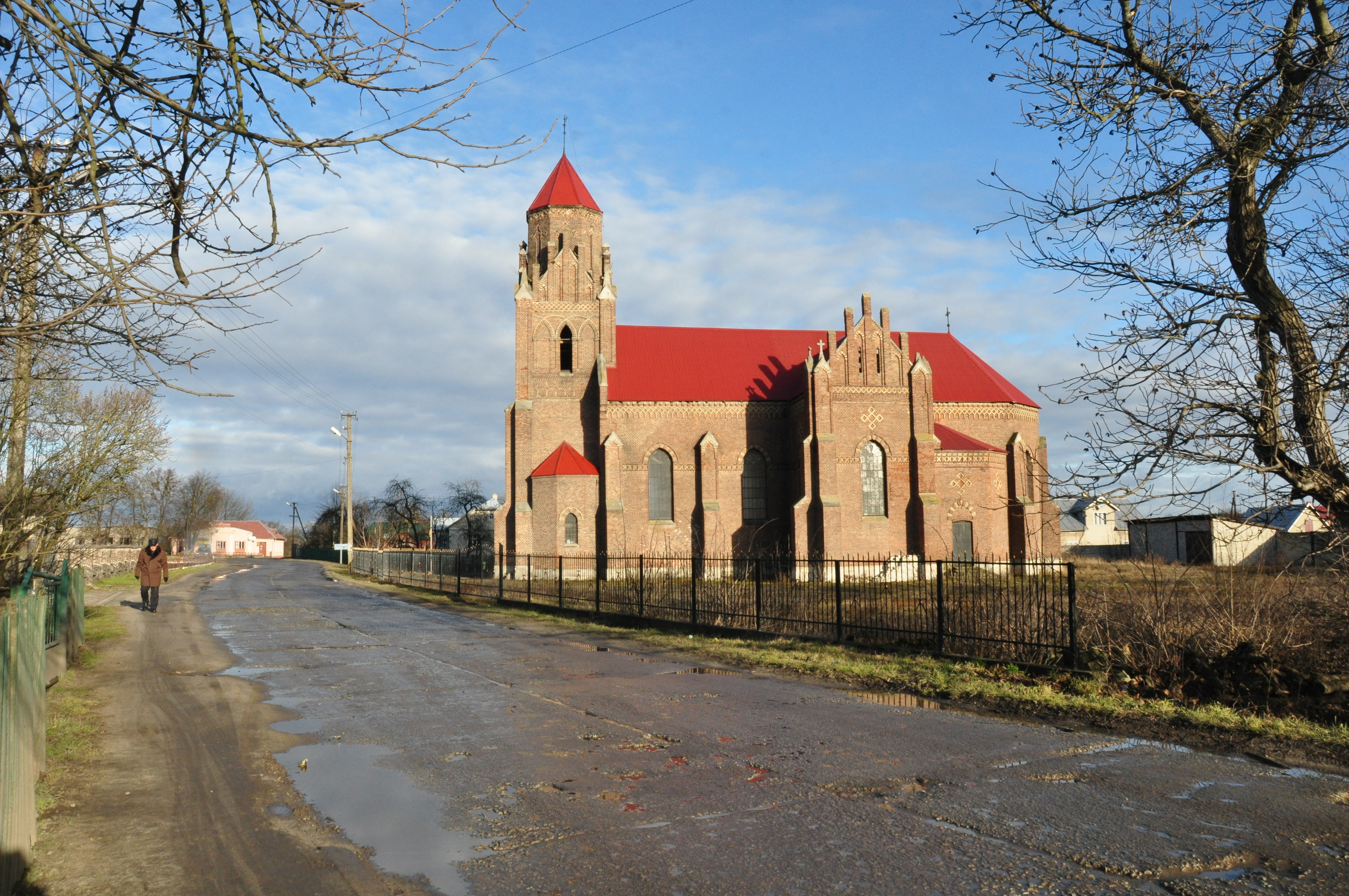
Католический костёл в Старом Добротворе